# UGO 네트워크
UGO 네트워크(영어: UGO Entertainment, Inc.)는 18~34세의 남성을 타깃으로 한 온라인 미디어 웹사이트이다. 본사는 뉴욕주 뉴욕 시에 위치하고 있다.
1997년 설립되었으며, 2013년 IGN에 인수된 뒤 폐쇄되었다.

## 역사
이 회사는 1997년에 유니파이드 게이머스 온라인(Unified Gamers Online)으로 시작했으며 "전문적으로 관리되는 게임 사이트 및 서비스의 엄선된 네트워크"를 표방했다.
1998년 당시 "인터넷에서 가장 큰 독립 게임 커뮤니티"로 묘사된 UGO는 고품질 비디오 게임 엔터테인먼트를 인정하기 위해 권위 있는 UGO E3 어워즈(지금의 게임 크리틱스 어워즈)를 만들었다. 1999년에 UGO는 대상 고객을 확대하기 위한 노력의 일환으로 이름을 언더그라운드 온라인(UnderGround Online)으로 변경했다. 이 회사는 웹 사이트에서 다양한 형태의 미디어 엔터테인먼트를 스트리밍하고 대상 청중에게 관심 있는 주제에 대한 기사를 제공했다. 주제에는 만화, 텔레비전, 음악 및 영화가 포함된다. 주요 경쟁자로는 CNET 네트웍스, IGN, 야후!가 있다. 2007년 7월 24일 허스트 코퍼레이션이 인터랙티브 미디어 사업부를 확장하기 위해 UGO 엔터테인먼트를 인수할 것이라고 발표했다. 2009년 1월 6일 UGO 엔터테인먼트는 지프 데이비스로부터 1UP.com 및 관련 사이트를 인수했다.
2011년 5월 IGN 엔터테인먼트는 허스트(Hearst)로부터 UGO를 현금과 주식으로 인수한다고 발표했다. 동시에 모회사인 뉴스 코퍼레이션도 수익성 있는 IGN 부서를 새로운 회사로 분사할 것이라고 발표했다. 2012년 3월에 UGO는 직원이 있는 웹사이트로서 더 이상 존재하지 않으며 짧은 기간 동안 휴면 상태였다. 2012년 후반에 UGO.com은 자칭 "대중 문화 코미디 사이트"로 재출범하여 유머러스한 어조로 영화, 만화 및 비디오 게임에 대한 원본 비디오를 제작하는 데 중점을 두었다. 2013년 2월 4일에 지프 데이비스가 인수한 IGN 웹사이트 네트워크의 일부로 UGO.com을 구입했으며 2013년 2월 21일에 서비스를 종료했다.